# Thy Art Is Murder
Thy Art Is Murder — австралійський дезкор гурт з міста Сідней, заснований 2006 року.

## Учасники гурту
Теперішні учасники
- Шон Деландер — ритм-гітара
- Кріс «CJ» МакМехон — вокал
- Енді Марш — соло-гітара
- Кевін Батлер — бас-гітара
- Джессі Білер — ударні

Колишні учасники
- Брендон Ван Рін — вокал (2006—2008)
- Джош Кінг — бас-гітара (2006—2009)
- Ґері Марковскі — соло-гітара (2006—2011)
- Мік Лоу — бас-гітара (2009—2010)
- Том Браун — ритм-гітара (2011—2013)
- Лі Стентон — ударні(2006—2019)

## Дискографія
Студійні альбоми
- The Adversary (2009)
- Hate (2012)
- Holy War (2015)
- Dear Desolation (2018)
- Human Target (2019)
- Godlike (2023)

Міні-альбоми
- Infininte Death (2007)

## Нагороди та номінації
| Рік  | Номіновано | Нагорода                                           | Результат | Ref.  |
| ---- | ---------- | -------------------------------------------------- | --------- | ----- |
| 2013 | Hate       | ARIA Award for Best Hard Rock or Heavy Metal Album | Номінація | [ 1 ] |
| 2015 | Holy War   | ARIA Award for Best Hard Rock or Heavy Metal Album | Номінація | [ 1 ] |